# Гепиди
Гепидите са група източни германски племена, родствени на готите.
Заселват се в Среднодунавската равнина (Панония). През 567/568 г. са разбити от лангобарди и авари и част от тях останала под властта на последните.

## Крале на гепидите
- Фастида, ок. 250
- Ардарих, 420 – 460, сподвижник на Атила
- Гундерит, 460 – 490
- Трапстила 490 – 504
- Тразарих, 504 – 508
- Мундон, 460 – 490, брат на Тразарих, претендент за трона
- Елемунд, ок. 549
- Туризинд, 548 – 560
- Кунимунд, 560 – 567 г.